# Guillermo Domínguez Domínguez
Guillermo Domínguez Domínguez, (Chihuahua (Chihuahua), México, 15 de enero de 1989) es un karateka Mexicano especializado en Kata y Kumite, fue miembro de la Selección Mexicana de Karate.

## Nacimiento e infancia
Guillermo Domínguez Domínguez nació el 15 de enero de 1989 en la ciudad de Chihuahua en México en una familia conformada por su padre, Guillermo Mario Domínguez Nesbitt, su madre, Luz María Domínguez Aguayo, y su única hermana, Gabriela Domínguez. Guillermo vivió los primeros 7 años de su vida en Guerrero (Chihuahua), lugar donde residía su familia, para luego mudarse a la capital del estado, donde continuó con la práctica del karate y sus estudios académicos.

## Trayectoria deportiva

### Primeros años
Nacido en la capital de Chihuahua pero criado hasta los 7 años en ciudad Guerrero (Chihuahua), "Memo" como muchos le llaman dio sus primeros pasos en el mundo del Karate.
Terminó la primaria en la escuela Rosaura Bravo, estudió la secundaria en la Escuela Secundaria Técnica #2, realizó sus estudios de preparatoria en el COBACH #3 y egresó como Licenciado en Administración Financiera en el año 2011 de la Universidad Autónoma de Chihuahua, donde 4 años más tarde terminaría una maestría en Administración Pública.
Conoció el Karate cuando apenas tenía 5 años de edad cuando su madre le inscribió junto con su hermana Gabriela Domínguez en un curso de verano. La práctica de este deporte en dicho curso lograría que Guillermo comenzara con su carrera deportiva. en el año de 1996 él, sus padres y su hermana se mudaron a la capital del estado de Chihuahua donde continuaría con su aprendizaje bajo las instrucciones del Sensei Abraham Martínez, quién lo conduciría a alcanzar el grado de cita negra en el año 2000.

### Carrera deportiva
En 1999 comenzó su participación en los campeonatos nacionales de karate donde no logró llegar a ser campeón nacional sino hasta el año 2002 cuando formó por primera vez parte de la Selección Nacional Infantil de México que participó en el campeonato Junior Olympics celebrado en Honolulu, Hawái donde obtuvo 2 medallas de Oro. Para esta época ya se encontraba bajo las instrucciones del Sensei Pedro Prieto García.
Dos años más tarde formó parte de la selección nacional juvenil de nueva cuenta para participar en el Campeonato Panamericano Juvenil de Karate en Santiago de Chile donde obtuvo la medalla de Bronce en Kata individual. Para el campeonato Panamericano del año 2006, participó como siempre lo hizo en Kata y Kumite donde obtuvo la medalla de bronce en Kata y la medalla de Oro en Kumite convirtiéndose por primera vez en Campeón Panamericano Juvenil.
Un año más tarde en el Campeonato Panamericano Juvenil en Quito (Ecuador) obtuvo la medalla de Oro en Kumite por equipos siendo esta la primera ocasión en que México quedaba campeón en esta categoría en su historia. Este mismo año participó en el Campeonato Mundial Juvenil en Estambul, Turquía en el que compitió en Kata, Kumite y Kumite por equipos sin obtener medalla.
Su último Campeonato Panamericano Juvenil lo disputó en el año 2008 en Santiago de Chile obteniendo la medalla de Plata en Kata. En dicho evento sufrió una fractura en un dedo de la mano izquierda mientras disputaba un combate en la categoría por equipos. 
Obtuvo un total de dos medallas de Oro, una Plata y tres Bronces en 5 ediciones en las que participó en campeonatos Panamericanos Juveniles en Santiago de Chile en dos ocasiones, Uruguay, Curazao y Ecuador.
A partir del año 2008 aproximadamente comenzó a recibir la asesoría y entrenamiento también de Ulda Alarcón quien fuera miembro de la Selección Nacional de Karate unos años atrás.
En el año 2007 obtuvo su lugar para formar parte de la Selección Nacional de Mayores de su país donde en su primera participación en Campeonatos Panamericanos de categoría Mayor obtuvo la medalla de Plata en Kumite en la categoría de -60 kg perdiendo la final ante el colombiano Andrés Rendón y un 5.º lugar en Kata individual.
Como parte de la selección nacional de mayores participó en 3 Campeonatos Centroamericanos y del Caribe donde obtuvo 1 medalla de Plata y 2 de Bronce en 3 ediciones distintas.
En el año 2008 como miembro de la Selección Mexicana Universitaria obtuvo la medalla de Bronce en la categoría de Kata individual en el Campeonato Mundial Universitario celebrado en Wroclaw, Polonia. Además participó en los Campeonatos Mundiales Universitarios de 2012 en Eslovaquia y 2014 en Montenegro donde se ubicó en la 7.ª posición en Kata individual.
Formó parte de la Selección Mexicana que participó en los XXI Juegos Centroamericanos y del Caribe celebrados en Mayagüez, Puerto Rico donde obtuvo la medalla de Oro en Kata por equipos.
Su carrera deportiva en eventos nacionales estuvo marcada por 5 medallas de oro en ediciones consecutivas en la Olimpiada Nacional representando al estado de Chihuahua, así como 5 medallas de oro también en ediciones consecutivas en Universiadas Nacionales representando a la Universidad Autónoma de Chihuahua.
En el año 2009 obtuvo la medalla de oro para México en la categoría de Kumite por equipos en el Campeonato Panamericano de Karate categoría mayor celebrado en Curazao, Antillas Neerlandesas.
Guillermo Domínguez asistió a 3 abiertos de París, obtuvo la medalla de Bronce en el campeonato nacional de Shito-Ryu celebrado en Tokio Japón en 2011 y representó a su país también en distintas ediciones del US Open de Karate que se celebra cada año en Las Vegas Nevada donde en obtuvo la medalla de Bronce en el año 2011.
En la Copa Norte América, evento que concentraba a las selecciones de Estados Unidos, Canadá y México logró varias medallas tanto en Kata como en Kumite en 4 ediciones en las que tuvo actividad, además de que en este evento celebrado en el año 2007 en Monterrey, Nuevo León fue que hizo su debut con la selección nacional de su país en la categoría de Kumite -60 kg.
Luego de formar parte de la selección nacional de México desde el año 2002 hasta 2014 en distintas categorías, dio por finalizada en 2015 su etapa competitiva teniendo como última competencia la Universiada Nacional celebrada en Monterrey Nuevo León.
A lo largo de su carrera deportiva recibió distintos reconocimientos deportivos a nivel municipal, estatal y nacional entre los que destacan 3 premios Temporacas (2 de plata y 1 de bronce) entregados a los deportistas más destacados del municipio de Chihuahua, el Premio Estatal del Deporte en el año 2008 al mejor deportista del estado y el premio Luchador Olmeca entregado por la CODEME a los mejores atletas de cada disciplina deportiva en el país.

## Medallero

### Olimpiada Nacional
| Medalla | Lugar                      | Categoría       | Año  |
| ------- | -------------------------- | --------------- | ---- |
|         | Torreón (Coahuila)         | Kata individual | 2003 |
|         | Torreón (Coahuila)         | Kumite -55kg    | 2003 |
|         | Culiacán (Sinaloa)         | Kata individual | 2004 |
|         | Culiacán (Sinaloa)         | Kumite -60kg    | 2004 |
|         | Villahermosa (Tabasco)     | Kata individual | 2005 |
|         | Acapulco (Guerrero)        | Kata individual | 2006 |
|         | Acapulco (Guerrero)        | Kumite -60kg    | 2006 |
|         | Huatulco (Oaxaca)          | Kata individual | 2007 |
|         | Monterrey                  | Kumite -67kg    | 2008 |
|         | Monterrey                  | Kata individual | 2008 |
|         | Mexicali (Baja California) | Kata individual | 2009 |

### Universiada Nacional
| Medalla | Lugar                 | Categoría       | Año  |
| ------- | --------------------- | --------------- | ---- |
|         | Guadalajara (Jalisco) | Kata individual | 2008 |
|         | Guadalajara (Jalisco) | Kumite -60kg    | 2008 |
|         | Chihuahua (Chihuahua) | Kata individual | 2010 |
|         | Culiacán (Sinaloa)    | Kumite -60kg    | 2011 |
|         | Culiacán (Sinaloa)    | Kumite -75kg    | 2011 |
|         | Culiacán (Sinaloa)    | Kata equipos    | 2011 |
|         | Xalapa (Veracruz)     | Kata individual | 2012 |
|         | Xalapa (Veracruz)     | Kumite Equipos  | 2012 |
|         | Xalapa (Veracruz)     | Kumite -75kg    | 2012 |
|         | Mazatlán (Sinaloa)    | Kata individual | 2013 |
|         | Mazatlán (Sinaloa)    | Kata equipos    | 2013 |
|         | Puebla (Puebla)       | Kata equipos    | 2014 |
|         | Puebla (Puebla)       | Kata individual | 2014 |

## Premios y reconocimientos
- Teporaca de Bronce (2004)
- Teporaca de Plata (2006)
- Teporaca de Plata (2009)
- Premio Estatal del Deporte (2008)
- Premio Luchador Olmeca (2009)